# Daniel E. Koshland Jr.
Daniel Edward Koshland Jr. (Nova Iorque, 30 de março de 1920 - Lafayette, 23 de julho de 2007) foi um bioquímico estadunidense. Ele reorganizou o estudo da biologia na Universidade da Califórnia em Berkeley e foi o editor do principal periódico científico dos Estados Unidos, Science, de 1985 a 1995. Ele era membro da Academia Nacional de Ciências dos Etados Unidos.